# Синие Фьюгейты
«Синие Фьюгейты» или «Синие люди из Кентукки» — семейство Фьюгейтов, проживавшее в США в штате Кентукки с XIX века. Получили известность благодаря своей синей коже, обусловленной генетическим заболеванием крови, метгемоглобинемией.

## История
Основатели семьи, Мартин Фьюгейт и Элизабет Смит, поженились и поселились недалеко от Хазарда, штат Кентукки около 1820 года. Оба были носителями рецессивного гена метгемоглобинемии (met-H), из-за чего 4 из их 7 детей обладали синим цветом кожи. Последующие поколения Фьюгейтов в условиях ограниченного местного генофонда также рождались с геном met-H.
Метгемоглобинемия может вызвать сердечные аномалии и судороги при содержании метгемоглобина в крови более 20 %, но при уровне 10-20 % она может вызывать только посинение кожи без прочих симптомов. Большинство Фьюгейтов прожило долгую и здоровую жизнь. У наиболее синей из Фьюгейтов, Луны Стейси, было 13 детей, и она дожила до 84 лет.
Потомки Фьюгейтов, носящие с ген met-H, продолжали жить недалеко от рек Траблсам-Крик и Болл-Крик и в XX веке. В конце концов они привлекли внимание гематолога Мэдисона Кавейна III, который с помощью медсестры Рут Пендерграсс подробно изучил их здоровье и происхождение. Основываясь на отчёте, опубликованном в Journal of Clinical Investigation в 1960 году врачом Э. М. Скоттом, который изучал подобный феномен среди коренных жителей Аляски, Кавейн пришёл к выводу, что дефицит фермента диафоразы приводит к дефициту кислорода в эритроцитах, в результате чего кровь становится коричневой, что, в свою очередь, придаёт коже синий цвет. Он лечил семью метиленовым синим, который облегчил их симптомы и уменьшил синеву кожи. Результаты его исследований были опубликованы в Archives of Internal Medicine в 1964 году.
Бенджамин Стейси, родившийся в 1975 году, был последним известным потомком Фьюгейтов, который родился с характерным синим цветом кожи. Но синий цвет быстро исчез при взрослении, проявляясь только в виде синих оттенков на губах и кончиках пальцев на холоде или при волнении.